# Wapelbad
Das Wapelbad ist ein Freiluft- und Naherholungsbad am Ufer der Wapel im Stadtteil Kattenstroth der nordrhein-westfälischen Kreisstadt Gütersloh. Es wurde 1925 als Freibad in Betrieb benommen.
Von April bis November betreibt das Wapelbad auf dem Grundstück ein Café, das neben Getränken auch saisonale Speisen anbietet. In den Sommermonaten finden im Wapelbad kulturelle Groß- und Kleinveranstaltungen wie Quizabende, Live-Musik, Kinderdiscos sowie Lesungen oder Live-Podcasts statt. Zu den bekanntesten Veranstaltungen des Wapelbads gehört das Wapelbeats Open Air, das seit 2011 zu den größten Open-Air-Festivals der Region Ostwestfalen-Lippe zählt und jährlich bis zu 15.000 Besucher aus ganz Deutschland ins Wapelbad zieht.
Am mit Sand aufgeschütteten Ufer zur Wapel können die Besucher kostenlos Beachvolleyball spielen, weitere In- und Outdoor-Spiele können im Café ausgeliehen werden. In den Sommermonaten kann das Wapelbad für Schulfeste, Vereinsfeiern, Kindergeburtstage und andere Veranstaltungen gemietet werden.

## Geschichte
1925: Der Magistrat der Stadt Gütersloh beschließt die Einrichtung einer Badegelegenheit an der Wapel. Da die Stadt über kein Grundeigentum verfügt, wird per Vertrag vom 8. Juni 1925 ein Wiesengrundstück für die Errichtung eines Freibades von dem Kolon Kollmeyer gepachtet. Der Badebetrieb ist so geregelt, dass das Bad an zwei Tagen pro Woche für Frauen und an den übrigen Tagen für Männer freigegeben wird, da der Magistrat das gemeinsame Baden von Jungen und Mädchen noch untersagt.
1932: Nach der Pflanzung von Baumgruppen, der Installation einer Trinkwasseranlage und der Befestigung eines Weges zum Wapelbad, wird das Bad im Folgejahr umfangreich ausgebaut. Die Liegewiese wird auf 5300 Quadratmeter vergrößert und ein separates Planschbecken geschaffen. Auch ein Kassenhäuschen, eine Umkleideanlage mit Toiletten, ein Kiosk und ein Wohnhaus werden errichtet. Die Frischwasserzufuhr ist so geregelt, dass abends nach Ende des Badebetriebes das gestaute Wasser zum größten Teil abgelassen wird.
1952: Die Industrialisierung nach dem Zweiten Weltkrieg führt auch in Gütersloh zu einer steigenden Verunreinigung der Gewässer. Der Stadtdirektor der Stadt Gütersloh ordnet per Verfügung an, das Baden im Wapelbad mit sofortiger Wirkung zu untersagen. Erst nachdem 1957 die Abwässer der Raststätte Gütersloh nicht mehr in den Wiedeybach eingeleitet werden, stellt das HBI fest, dass gegen eine Öffnung des Bades keine Bedenken mehr bestehen.
1967: Nachdem Anfang der 1960er Jahre eine weitere Verschlechterung der Wasserqualität eintritt, wird der Badebetrieb im Wapelbad endgültig eingestellt. Das Wapelbad wird jetzt als Licht- und Luftbad genutzt und erfreut sich nach wie vor großer Beliebtheit. Das vorhandene Planschbecken, das mit Brunnenwasser gespeist wird, gilt bei Familien als beliebtes Ausflugsziel.
1977: Maria Brummert beginnt gemeinsam mit Resi Schürmann mit der Betreuung der Anlage als Pächterin des Kiosks. In dieser Zeit verzeichnet die Speisekarte als besondere Spezialität den sogenannten Wapelstern, der nach eigenem Geheimrezept gebacken wird. Die Wapelsterne werden über die Grenzen Güterslohs hinaus bekannt und gelten bis heute als „Gütersloher Spezialität“, die auch heute noch auf der Speisekarte des Wapelbades steht. Brummert und Schürmann sind bis 1992 im Wapelbad aktiv. In den darauffolgenden Jahren folgen verschiedene Pächter, darunter auch die Gütersloher Weberei.
2007: Das Wapelbad wird durch den neu gegründeten „Förderverein Wapelbad e.V.“ umfangreich renoviert. Der Uferbereich zur Wapel wird aufwändig mit Sand aufgeschüttet, es entstehen zwei Beachvolleyballfelder, ein Holzsteg sowie ein Café, in dem Getränke, Eis und die berühmten Wapelsterne verkauft werden.
2011: Durch das Wapelbeats Open Air, ein Festival für elektronische Musik, wird das Freiluftbad zu einer Festival-Location. Zwischen 2013 und 2018 findet im Mai zudem ein großes Holi-Festival nach indischem Vorbild statt.
2018: Das kulturelle Event-Angebot im Wapelbad vergrößert sich. Kunsthandwerkermärkte, Quiz-Abende, Lesungen und Klassenfeste gehören im Sommer zum festen Terminkalender im Wapelbad. Der Vorstand unter der Leitung von Matthias Markstedt spendet einen Großteil der Gewinne aus den Events an gemeinnützige Organisationen wie die Ärzte ohne Grenzen oder die Welthungerhilfe. Auch lokale Projekte und Schulen werden vom Verein finanziell unterstützt.
2023: Nach 16-jähriger Amtszeit wird Matthias Markstedt als erster Vorsitzender des Fördervereins verabschiedet. Michael Kersting, Simon Drosten, Anette Ostermann und Olaf Köhler übernehmen gemeinsam mit sechs weiteren Beisitzern als Vorstand des Vereins. Erstmals beschäftigt der Förderverein einen festangestellten Betriebsleiter des Wapelbad-Cafés, um zwischen April und November Verlässlichkeit und Kontinuität zu bieten. Neben einer Grundsanierung und Renovierung des Cafés sowie des Geländes, bei der ein neuer Kinderspielplatz und zwei neue Beachvolleyballfelder geschaffen werden, vergrößert sich auch das kulturelle Programm des Wapelbads. So wird die Kinderdisco „Wackelbeats“ fester Bestandteil des Kulturangebots. 2023 gibt es zudem erstmal eine Live True-Crime-Lesung mit dem Autor Philipp Fleiter, der im Wapelbad vor über 1000 Gästen eine Live-Version seines Podcasts „Verbrechen von nebenan“ unter freiem Himmel präsentiert. Insgesamt finden im Umbruchjahr 2023 im Wapelbad über zehn Großveranstaltungen und rund 50 private Schulfeste, Vereinsfeiern, Kindergeburtstage, Firmenfeiern etc. statt.

## Wapelbeats Festival
Das Wapelbeats Open Air wurde im Jahr 2011 vom damaligen Pächter des Wapelbads Matthias Markstedt und dem Bielefelder DJ Simon Drosten gegründet. Das Festival findet seitdem vier- bis fünfmal jährlich statt. Pro Event verzeichnet das Wapelbeats Open Air bis zu 3500 Besucher aus ganz Deutschland. Künstler, die bereits als DJ auf dem Wapelbeats Open Air aufgetreten sind, sind Lexy & K-Paul, Andhim, Jan Blomqvist, Monolink, Format:B, Younotus, Sascha Braemer, Tinlicker, Nils Hoffmann, Einmusik, Dirty Doering, Meute, Mat.Joe, Super Flu, Oliver Schories, Tube & Berger und viele mehr.
Seit 2022 findet zusätzlich zu den Wapelbeats Open Airs auch ein großes 90er-Open-Air statt, welches das langjährige Holi Festival (2013–2018) im Wapelbad abgelöst hat.